# (34805) 2001 SC69
2001 SC69 (asteroide 34805) é um asteroide da cintura principal. Possui uma excentricidade de 0.08225430 e uma inclinação de 9.72638º.
Este asteroide foi descoberto no dia 17 de setembro de 2001 por LINEAR em Socorro.